# Устя (притока Вілії)
У́стя (Хотень) — річка в Україні, в межах Плужненської сільської громади, Шепетівського району Хмельницької області. Права притока  Вілії (басейн Дніпра).

## Опис

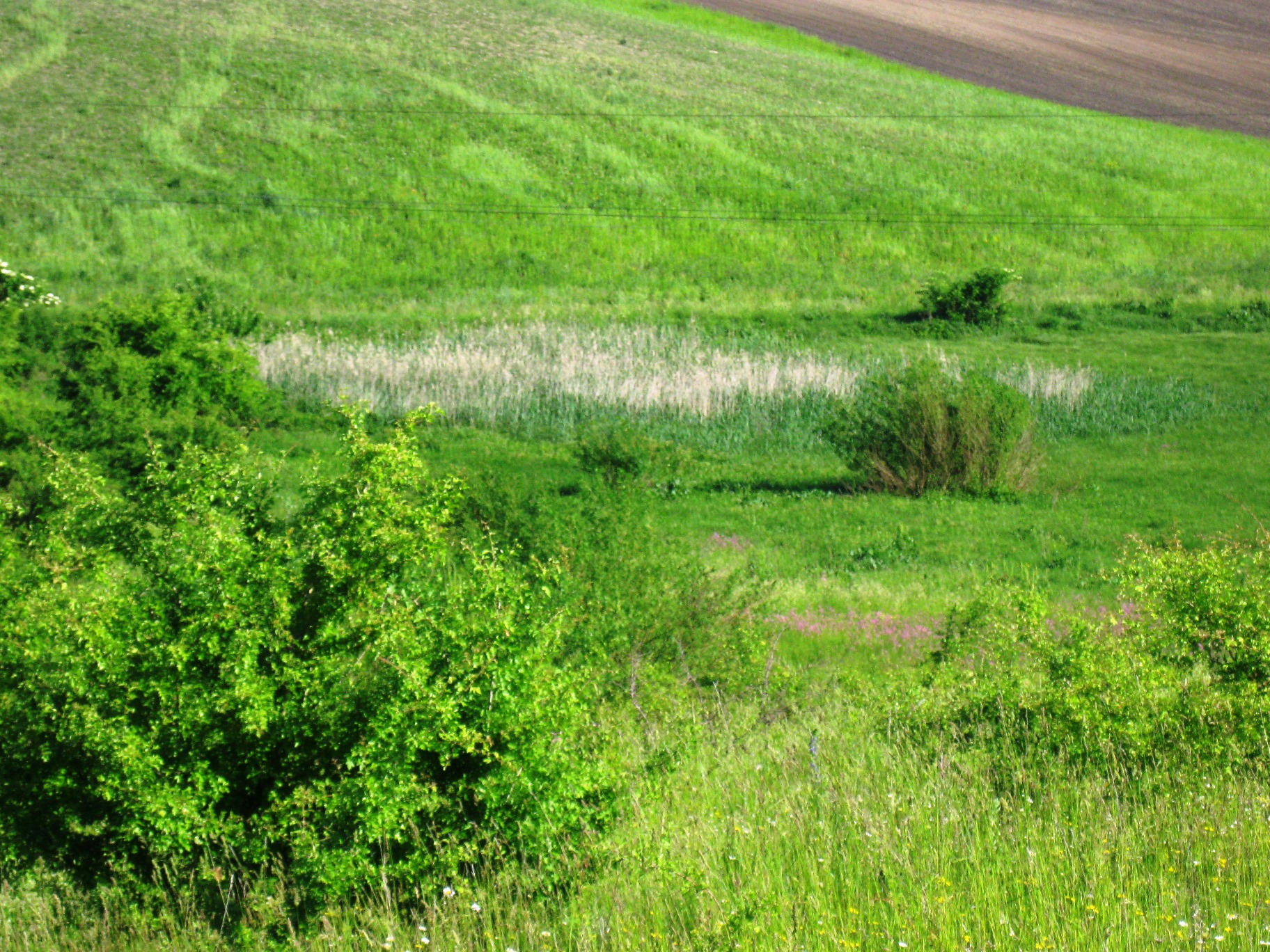
Місце витоку річки Усті (або Грабарки), на околиці села Гаврилівка

Довжина 18 км. Площа водозбірного басейну 135 км². Похил річки 1,1 м/км. Швидкість течії — 0,2 м/с. Долина коритоподібна терасована, завширшки 0,1—0,8 км, у середній частині та в пониззі збудована меліоративна система «Устя». Заплава у верхів'ї здебільшого заболочена, завширшки 30—70 м. Річище слабо-звивисте, в пониззі випрямлене, завширшки 1-2 м, завглибшки 0,5—1,0 м. Використовується на технічне, сільськогосподарське та побутове водопостачання.

## Географія
Бере початок з джерел поблизу заповідного урочища «Круглик» (координати: 50°9′38.3″ пн. ш. 26°34′17.3″ сх. д. / 50.160639° пн. ш. 26.571472° сх. д.), на південній околиці  села Плужне на Подільській височині. Тече в західному—північно-західному напрямку, впадає до Вілії біля північної околиці села Кам'янка (координати: 50°15′37.7″ пн. ш. 26°26′17.4″ сх. д. / 50.260472° пн. ш. 26.438167° сх. д.), на межі з Рівненським районом Рівненської області.

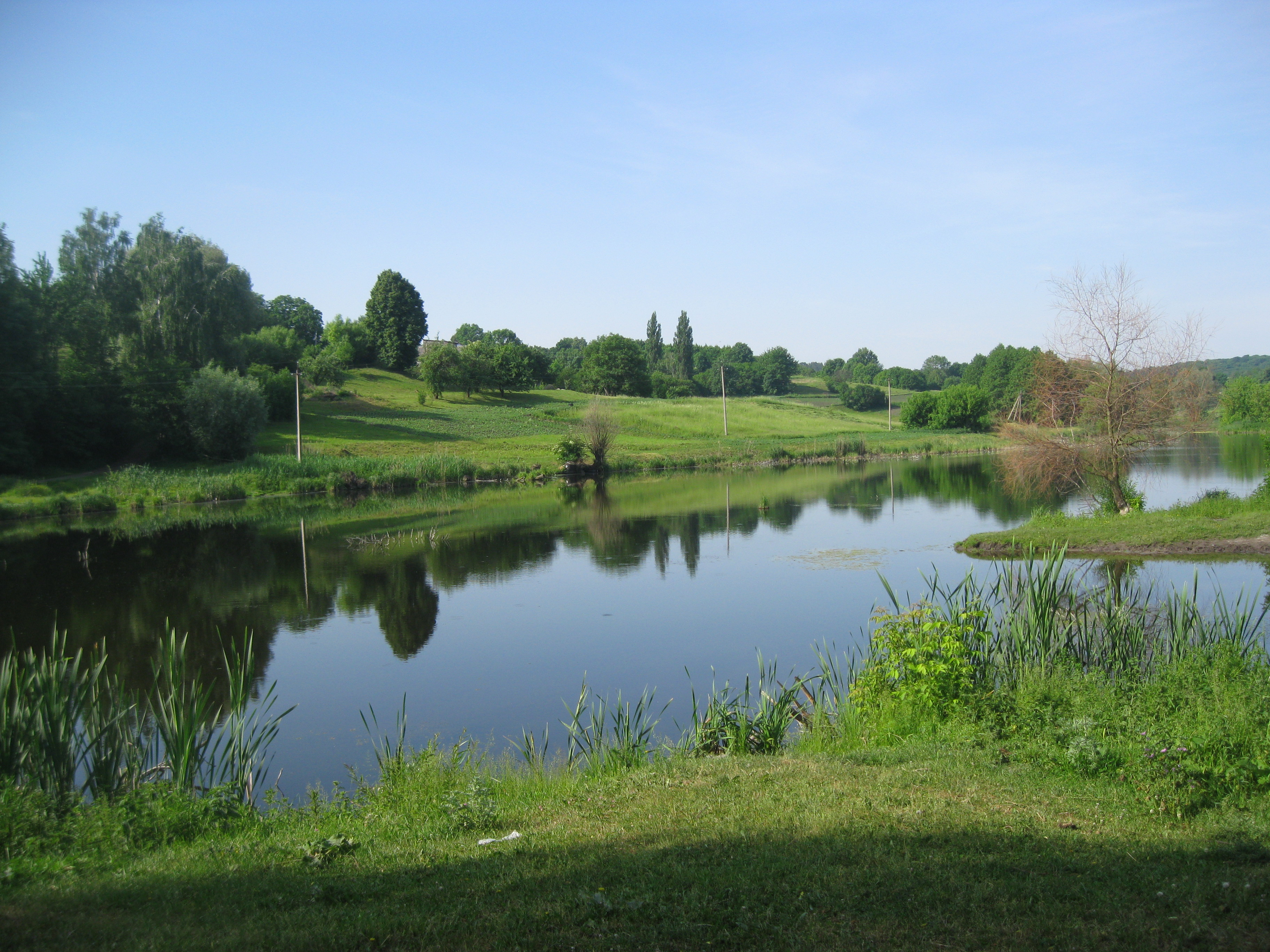
Колгоспний ставок

За іншими даними річка бере свій початок зі ставка в урочищі Круглик (координати: 50°9′53.49″ пн. ш. 26°33′17.17″ сх. д. / 50.1648583° пн. ш. 26.5547694° сх. д.), тече на північ-північний схід, через Колгоспний ставок, і через 200 м за мостом автошляху Т 2313 (координати: 50°10′38.06″ пн. ш. 26°34′21.2″ сх. д. / 50.1772389° пн. ш. 26.572556° сх. д.) приймає праву притоку Грабарку, яка витікає з джерел (координати: 50°9′38.3″ пн. ш. 26°34′17.3″ сх. д. / 50.160639° пн. ш. 26.571472° сх. д.), поблизу заповідного урочища «Круглик».

## Живлення
Живлення переважно снігове і дощове, частково джерельне. Льодостав з середини грудня до початку березня.

## Притоки
Має 12 приток, загальною довжиною — 35 км. Головна: ліва притока — Гутиська, завдовжки 13 км.

## Населені пункти
На річці розташовані села: Плужне, Хотень Перший, Хотень Другий, Дертка, Кам'янка.

### Мости
Через русло річки збудовано кілька автомобільних мостів:
- у селі Плужному:
  - на автошляху Плужне — Білотин — Нетішин (залізобетонний балковий міст);
  - на автошляху Т 2313 — залізобетонний балковий міст, побудований в 30-х роках XX століття;
- у селах Хотень Перший і Хотень Другий — два залізобетонні балкові мости;
- у селі Дертка, на автошляху Т 2313 — залізобетонний, 30-ти тонний балковий міст;
- у селі Кам'янка, на автошляху Р26 — залізобетонний, 20-ти тонний балковий міст.